# 科夫 (密蘇里州)
科夫（英語：Cove）是位於美國密蘇里州麥克唐納縣的非建制地區。

## 歷史
科夫的郵局於1884年設立，其後於1907年停運。

## 地理
科夫所處的海拔為高於海平面360米（即1181英呎），而該地所採用的時區為UTC-6，即北美中部時區（CST）。同時該地設有夏令時間，為UTC-6調快一小時，即UTC-5（CDT）。